# Ginásio de Abadia de Melk

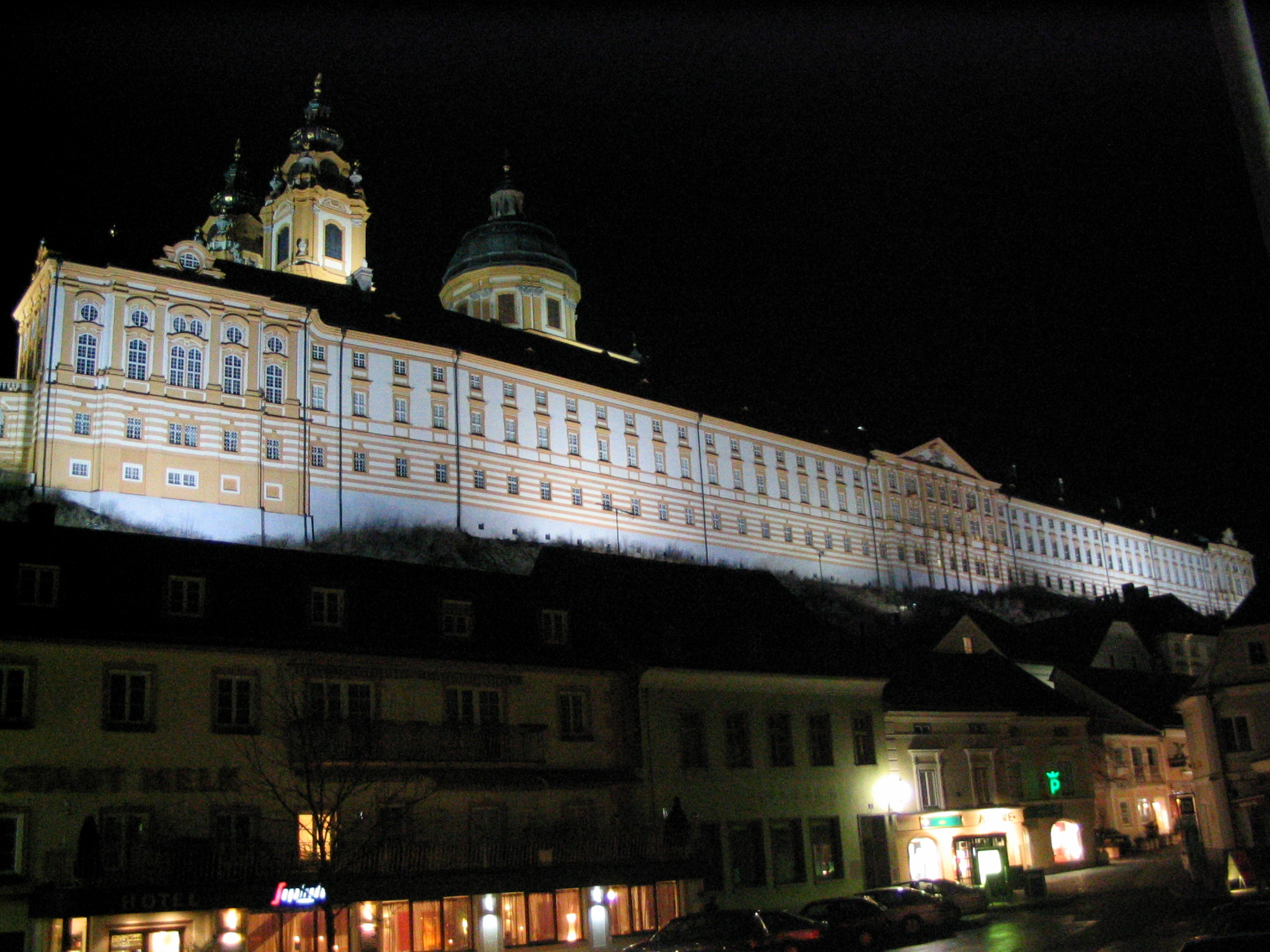
A Ginásio de Abadia de Melk à noite

O Ginásio de Abadia de Melk é um famoso ginásio na Abadia de Melk em Melk. Fundado em 1140, é a mais antiga escola da Áustria.

## Famosos diplomados
- Jacobus Gallus (1550-1592), compositor
- Johann Georg Albrechtsberger (1735-1809), compositor
- Karl Werner (1821-1888), teólogo
- Carl Zeller (1842-1898), compositor de operetas
- Karl Kautsky (1854-1938), teórico político
- Alois Theodor Sonnleitner (1869-1939), escritor
- Adolf Loos (1870-1933), arquitecto
- Franz König (1905-2004), arcebispo de Viena
- Wilhelm Beiglböck (1905-1963), médico
- Josef Hader (* 1962), actor de revista